# Buga (kohászat)

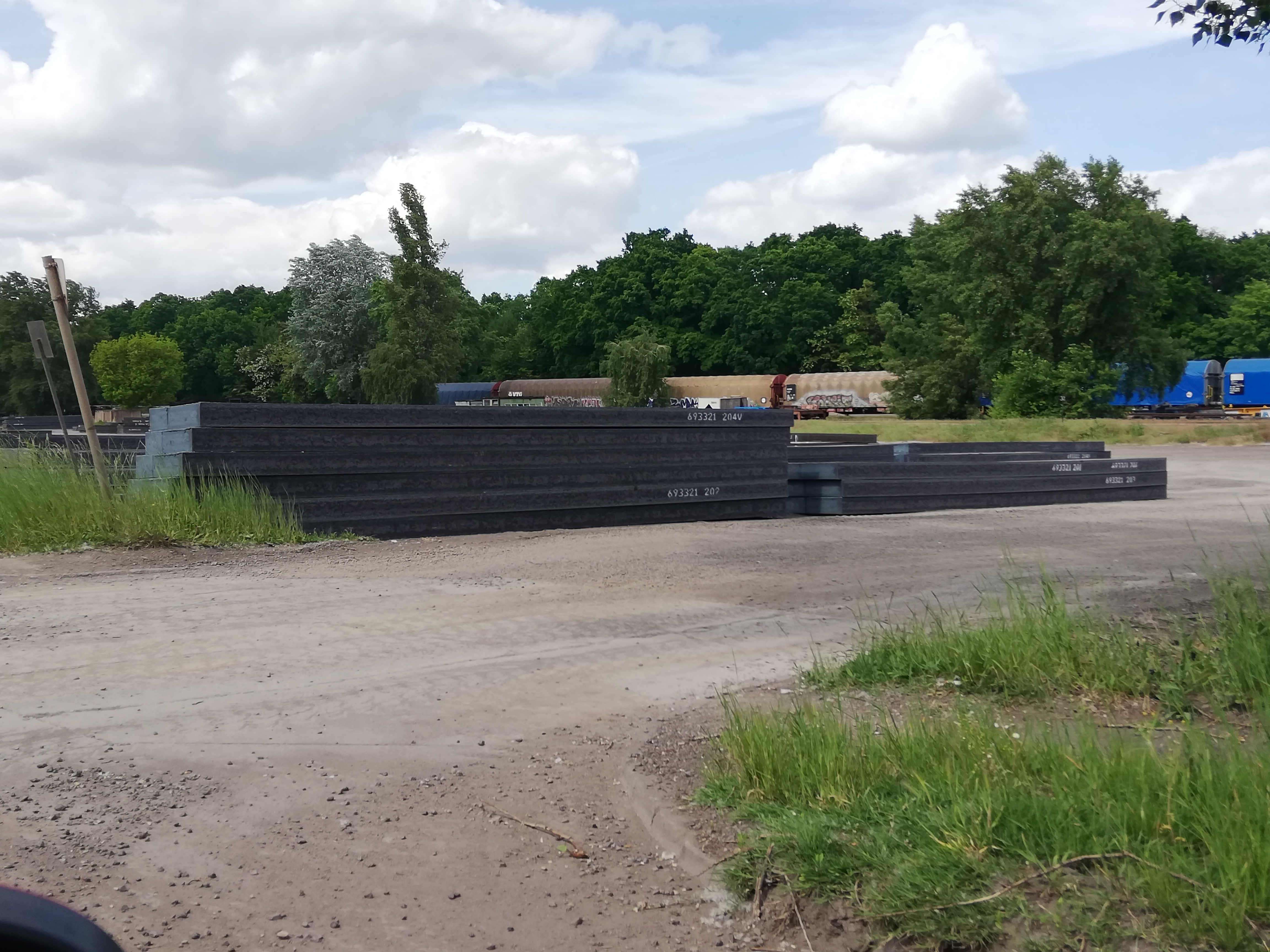
Lemezbugák vagy brammák a Dunai Vasmű bugaterén

A buga folyamatosan öntött vagy melegen hengerelt, többnyire négyszög szelvényű acél féltermék, amit meleg képlékeny alakítással tovább alakítanak. Mérete általában 150×150 mm-nél kisebb. 
Folyamatos eljárás esetén több szálban történik az öntés, ami azt jelenti, hogy a folyékony acél több, vízzel hűtött kristályosító kokillában szilárdul meg – folyamatos mozgás közben. A megszilárdult szálakat hajlító görgők segítségével vízszintes irányba terelik, majd a kívánt hosszúságra darabolják.
A bugahengersoron való hengerlés egy régebbi technológia. Ilyenkor az előtermék a kokillába öntött tuskó, amiből blokkhengersoron ún. blokkbugát állítanak elő. A bugát ezt követően a blokksort kiegészítő bugasoron hengerlik ki. A bugahengersor lehet reverzáló (irányváltó) duóállvány, trióállvány vagy 4–8 állványos folytatólagos hengersor.